# Font de la Mina (Solsona)
La font de la Mina és una font de broc obrada en pedra del municipi de Solsona, a la comarca catalana del Solsonès.
Es troba a la riba esquerra de la rasa de Masnou, en una clotada que hi ha sota el parc de la Mina, a poc més de 160 metres de la carretera C-26 en el seu tram de Bassella a Solsona.
És una font de broc obrada amb pedra amb una pica, també de pedra que recull l'aigua que brolla del broc. La font es troba al costat d'una balma que salta la rasa de Masnou mitjançant una cascada que va a parar en un petit toll. A l'altre costat de la font, a una certa alçada hi ha l'entrada a la mina que li dona el nom.
Aquesta no és pas una mina que antigament fos explotada per a extreure'n algun mineral sinó el túnel de captació de l'aigua de la font. Actualment una reixa tancada amb un cadenat que impedeix l'accés al seu interior. Antigament, però, l'entrada era accessible doncs no hi havia res que la barrés. Era un túnel amb una alçada suficient per a permetre que hi caminés una persona adulta sense haver-se d'acotar i que s'endinsava en direcció al nord-oest cap a sota on actualment hi ha el parc esportiu. Devia tenir uns 300 metres de longitud. Sobrepassada ja la meitat del recorregut, es bifurcava. El ramal que marxava cap al nord-oest aviat quedava cegat per un mur de pedra. L'altre ramal acabava al fons d'un pou la boca exterior del qual s'obria al marge que hi ha entre la font de l'Ocell i la carretera de Bassella.
Per a la quitxalla de l'època era tota una aventura fer-ne el recorregut. Es podria dir que un no era "gran" fins que no l'havia fet. S'havia creat la llegenda que aquella mina era màgica i al seu interior les lots i altres artefactes elèctrics s'apagaven de manera que per a fer-se la llum imprescindible per a travessar-lo només es podia aconseguir mitjançant la llum emesa per espelmes. Donat que el túnel captava l'aigua del subsòl, no era estrany que el nivell de l'aigua captada a l'interior del túnel sobrepassés el mig metre. No cal dir que aquesta circumstància, afegida al fet que el terra del túnel era força irregular a banda d'estar recorregut per un rec, comportava que aconseguir fer-ne el recorregut complet sense que es mullessin les espelmes i els llumins per encendre-les era tota una proesa.
Actualment l'entorn de la font ha estat condicionat com a zona de pic-nic.
Les vies d'accés més emprades per arribar a la font són:
a) Mitjançant unes escales que, partint del parc esportiu de la font de l'Ocell (a l'altra banda d'aquesta font en direcció al sud-oest), baixen fins a la clotada.
b) Mitjançant el camí 1 del plànol. Aquest parteix de la zona de píc-nic de la font del Manel, sota la capella de Sant Pere Màrtir i que, després de travessar sota la carretera C-26 per un pont, arriba fins a la font resseguint permanentment la riba esquerra de la rasa de Masnou.
c) Mitjançant el camí 2 del plànol, un corriol que surt de la carretera C-26 al costat de la banda sud de l'esmentat pont.